# Tamo gdje ljubav počinje
Tamo gdje ljubav počinje četvrti je studijski album bosanskohercegovačkog pop rock sastava Crvena jabuka koji izlazi 1989., a objavljuje ga diskografska kuća Jugoton.

## Popis pjesama
1. To mi radi
2. Tuga, ti i ja
3. Neka vrijeme mijenja se
4. Volio bih da si tu
5. Šetajući daljinama
6. Riznice sjećanja
7. Čarolija (kad prestane)
8. Ostani
9. Na oluje navikli smo
10. Ne dam da ovaj osjećaj ode
11. Ples nevjernih godina
12. Tamo gdje ljubav počinje